# Boat Trip
Boat Trip (bra: Cruzeiro das Loucas; prt: O Barco do Amor) é um filme estadunidense de 2003, do gênero comédia romântica, dirigido por Mort Nathan e estrelado por Cuba Gooding Jr.

## Sinopse
Jerry (Cuba Gooding Jr.) e Nick (Horatio Sanz) são dois grandes amigos, cujas vidas amorosas estão um desastre. Jerry vomitou em sua namorada, Felícia (Vivica A. Fox), dentro de um balão de ar quente, enquanto tentava lhe pedir a mão em casamento. Mas, ao receber o pedido, ela recusa, pois diz que está apaixonada por outro. 6 meses se passam e Nick convence Jerry a fazer uma viagem num cruzeiro, para relaxar e, claro, para fazer sexo com várias mulheres. Entretanto, o agente de viagem engana os dois, pois, Nick havia insultado seu secreto amante gay, e os dois acabam indo para um navio cheio de homossexuais. Jerry toma vantagem da situação ao conhecer Gabriella (Roselyn Sanchez), uma bela instrutora de dança, e tenta se aproximar dela fingindo ser gay. Desesperado, Nick acaba atirando num helicóptero, que cai em pleno oceano e que, para sua sorte, continha um grupo de modelos suecas. Quando elas foram resgatadas, logo Nick conhece a modelo Inga (Victoria Silvstedt) e se apaixona por ela, no entanto, ele não sabia que a treinadora, Sonya, não queria homens heterossexuais por perto, mas Nick não desiste, mesmo que em meio a seu caminho, viva tendo que evitar as cantadas de Sonya, que no fundo é uma ninfomaníaca nata. Mais tarde, Felícia, a ex-namorada de Jerry, acaba entrando a bordo à procura dele. Mas, ela não sabia que o cruzeiro era para gays, e acaba vendo Jerry se apresentando em um show do navio vestido de pavão. Jerry tenta explicar a Felícia que aquilo era na verdade um engano, é onde Gabriella descobre que Jerry é heterossexual. A partir daí, Jerry vai em busca de Gabriella dizendo que a ama depois de abandonar seu casamento com Felícia, paralelamente Nick vai em busca de Inga.

## Elenco
- Cuba Gooding Jr. .... Jerry Robinson
- Horatio Sanz .... Nick Ragoni
- Roselyn Sanchez .... Gabriella
- Vivica A. Fox .... Felicia
- Victoria Silvstedt .... Inga
- Roger Moore .... Lloyd Faversham
- Artie Lange .... Brian
- Lin Shaye...Treinadora Sonya
- Richard Roundtree .... Pai de Felicia
- Will Ferrell .... Namorado do Brian

## Recepção

### Crítica
Boat Trip teve uma recepção negativa por parte da crítica profissional. No site Rotten Tomatoes o filme possui um tomatometer de apenas 7% ,baseado em 88 críticas. Por parte da audiência do site a aprovação é de 36%.

### Controvérsia
O filme foi criticado acerbamente e executado pobremente. Chris Rock chegou a fazer piadas sobre Cuba Gooding Jr. durante a entrega do Oscar de 2005, por atuar neste filme depois de receber um Oscar. Alguns críticos e parte do público considerou o filme homofóbico. Um crítico do The Advocate, a mais antiga publicação estadunidense dedicada à comunidade LGBT, disse que o filme era muito terrível para protestar.